# Chespirito y sus canciones - ¡No contaban con mi astucia!
Chespirito y Sus Canciones, también conocido como ¡No Contaban Con Mi Astucia!, fue el álbum debut del comediante mexicano Roberto Gómez Bolaños, Chespirito. Fue publicado en agosto de 1976 en México, bajo el sello Fontana, subsidiaria del sello Philips Records.Fue editado en formato LP, casete y alguna de sus canciones están en formato digital.

## Lanzamiento
Este álbum de estudio debut del comediante mexicano Chespirito, lanzado en 1976 por Philips Records. fue lanzado como una banda sonora, a raíz del gran éxito que protagonizaban las series El Chavo del Ocho y El Chapulín Colorado. Todas las canciones fueron compuestas por el creador de las series Roberto Gómez Bolaños y fueron interpretadas por él en su rol del Chapulín, de El Chavo y el Doctor Chapatín.

## Producción
La dirección musical de esta producción estuvo a cargo de Jorge Quintero, quien estaría involucrado en las posteriores producciones musicales de Chespirito y también de La Chilindrina, y de Roberto Prais, musico uruguayo que integro la banda Los Brillantes.En los coros estuvieron Los Salinas. Esta producción fue grabada en Estudios De Polydor, S.A. De C.V.
Entre los años 1976 y 1979 el disco fue publicado en México, USA, Colombia, Ecuador, Venezuela, Chile, Uruguay y Argentina.

## Lista de canciones
Todas las canciones escritas y compuestas por Chespirito. 
| Canciones |                        |          |  |
| N.º       | Título                 | Duración |  |
| 1.        | «El Chapulín Colorado» | 2:57     |  |
| 2.        | «Hermano Francisco»    | 2:47     |  |
| 3.        | «La juguetería»        | 4:08     |  |
| 4.        | «Los astronautas»      | 3:00     |  |
| 5.        | «La ciruela pasa»      | 2:30     |  |
| 6.        | «Los payasos»          | 2:23     |  |
| 7.        | «Óyelo, escúchalo»     | 1:54     |  |
| 8.        | «La carcachita»        | 2:11     |  |
| 9.        | «La gallinita»         | 1:50     |  |
| 10.       | «Un año más»           | 2:31     |  |
| 26:15     |                        |          |  |